# 曹範圭
曹範圭（韓語：조범규，2003年5月3日—），韓國男演員。

## 影視作品

### 劇集
| 年份 | 播放平台 | 劇名             | 角色   | 備註 |
| 2024 | tvN      | 《愛在獨木橋》   | 嚴基錫 | 配角 |
| 2025 | tvN      | 《瑞草洞》       | 文東根 | 客串 |
| 2025 | tvN      | 《初次，為了愛》 | 李宰東 | 配角 |

### 電影
| 年份 | 片名        | 角色 | 性質 | 備註  |
| 2025 | 《試鏡109》 | 江南 | 配角 | [ 5 ] |

## 外部連結
- 官方网站
- 曹範圭的Instagram帳戶
- 曹範圭在NAVER上的资料
- 曹範圭在Daum上的资料
- 曹範圭在HanCinema的頁面（英文）